# Grzegorz Zakrzewski (starszy)
Zasugerowano, aby zintegrować ten artykuł z artykułem  Jerzy Zboży Zakrzewski (zm. 1563). Nie opisano powodu propozycji integracji.
Grzegorz Zakrzewski herbu Ogończyk (ur. prawdopodobnie w 1530) – kasztelan kruszwicki w latach 1561–1562. 

## Życiorys
Urodził się prawdopodobnie w 1530 roku. W 1561 roku został kasztelanem kruszwickim zajmując tym samym 114. miejsce w Sejmie. Stanowisko to pełnił do 1562 roku.